# Шиншилуваті
Шиншилуваті (Chinchilloidea) — надродина ссавців з ряду Мишоподібні (Rodentia) підряду їжатцевиді (Hystricomorpha). 
Надродина включає в себе три родини: 
- шиншилові (Chinchillidae),
- аброкомові (Abrocomidae),
- "неоепіблемові" Neoepiblemidae†.